# George Mitchell (Rhodésie)
Pour les articles homonymes, voir Mitchell et George Mitchell.
George Mitchell (1867-1937) est un homme d'État. Il fut brièvement le troisième Premier ministre de la colonie britannique de Rhodésie du sud du 5 juillet 1933 au 12 septembre 1933.

## Biographie
George Mitchell est né le 1er avril 1867 au Royaume-Uni. En 1889, il émigre en Afrique du Sud. En 1895, il s'installe à Bulawayo, au Matabeleland, en Rhodésie du sud, comme directeur de banque.
À partir de 1918, il fait une carrière politique au sein du Rhodesian Reform Party. Il succède au premier ministre Howard Unwin Moffat, démissionnaire en juillet 1933. En septembre 1933, à la suite des élections, il doit laisser le pouvoir à Godfrey Huggins.
Mitchell est mort le 4 juillet 1937.